# 49 Armia Ogólnowojskowa
49 Armia Ogólnowojskowa (ros. 49-я общевойсковая армия) – związek operacyjny Sił Zbrojnych Federacji Rosyjskiej, wchodzący w skład Wojsk Lądowych w Południowym Okręgu Wojskowym. 
Zgodnie z dekretem Prezydenta Federacji Rosyjskiej z dnia 6 lipca 2010, zarządzeniami Ministra Obrony Federacji Rosyjskiej i Szefa Sztabu Generalnego Sił Zbrojnych „W sprawie reorganizacji Północnokaukaskiego Okręgu Wojskowego w Południowy Okręg Wojskowy” z 19 lipca 2010 utworzono 49 Armię Ogólnowojskową, która weszła w skład Południowego Okręgu Wojskowego. 
Siedziba dowództwa: Stawropol. 
Dowódca: generał porucznik Jakow Riezancew.